# Ossip Gabrilowitsch
Óssip Solomónovitx Gabrilóvitx, rus: Осип Соломонович Габрилович, conegut habitualment a Occident amb la transcripció alemanya del seu nom, Ossip Gabrilowitsch (rus: Осип Габрилович)  (Sant Petersburg, 7 de febrer de 1878 - Detroit, 14 de setembre de 1936), fou un director d'orquestra i pianista rus nacionalitzat estatunidenc.
Estudià piano i composició al Conservatori de Sant Petersburg, amb Anton Rubinstein, Anatoli Liàdov, Aleksandr Glazunov i Nikolai Medtner entre d'altres. Després de graduar-se el 1894, passà dos anys estudiant piano amb Teodor Leszetycki a Viena.
El 1896 es donà conèixer com a pianista a Berlín i després donà concerts en grans ciutats d'Alemanya, Àustria, Rússia, França i Anglaterra, passant el 1900 als Estats Units, on residí des del 1914, encara que tornà en diverses ocasions a Europa amb fins artístics.
De 1910 a 1914 dirigí a Múnic una societat de concerts simfònics, havent actuat també amb èxit com a director a Nova York. L'especialitat de Gabrilowitsch eren els concerts històrics, partint de Johann Sebastian Bach fins als compositors més moderns.
Estava casat amb Clara Gabrilowitsch coneguda com a Clara Clemens una distingida contralt solista, filla mitjana de Mark Twain.